# Луцій Варіній
Лу́цій Воре́н (Люцій Ворен; лат. Lucius Vorenus, в деяких перекладах вказаний, як L. Varenus) (I ст. до н. е.) — центуріон XI легіону.

## У літературі
Юлій Цезар (лат. Julius Caesar) згадує про нього в творі «Нотатки про Галльську війну» («Commentarii de Bello Gallico»). Розділ 44 книги 5 присвячений двом римським центуріонам XI легіону — Луцію Ворену і Тіту Пуллону:

В тому легіоні були дві дуже хоробрі людини, центуріони, які мали отримати підвищення до першого рангу, їх звали Тіт Пуллон і Луцій Варіній.
Між собою вони постійно сперечалися, кому з них має бути надана перевага у призначенні на керівну посаду, і кожен рік вони продовжували суперництво за зростання по службі із все більшою ворожістю.
Коли перед укріпленнями йшла жорстока битва [прим. римський табір обложили нервії], Пуллон, один з них, промовив: «Чого ж ти вагаєшся, Варінію? І яку ж більш сприятливу нагоду проявити свою доблесть ти шукаєш?
Саме в цей день наші суперечки мають бути вирішені!».
Промовивши ці слова, він ринувся за лінії фортифікацій, і кинувся на ту частину військ супротивника, де ворогів було більше.
Але і Варіній не залишився під прикриттям укріплень: підтверджуючи свою добру репутацію, він одразу пішов за Пуллоном.
Тоді, коли до ворога залишалось зовсім небагато, Пуллон кинув свого метального списа в супротивника, і пронизав одного з багатьох ворогів, що наближалися, і,
поки вражений неприятель падав намертво, інші вороги закрили його своїми щитами, і всі стали кидати в Пуллона свою зброю, не даючи йому жодної можливості відступити.
Щит Пуллона було пробито, а метальний спис встромився в його перев'язь.
Через це його піхви розгорнулись, а спис заважав його правій руці вихопити меч; його оточив натовп ворогів і він опинився в дуже скрутному становищі.
Його суперник (Варіній) прийшов йому на допомогу.
Негайно весь натовп розгорнувся від Пуллона в сторону нового супротивника, розраховуючи пронизати его наскрізь метальними списами.
Варіній енергійно кинувся до них з мечем і вступив в рукопашний бій.
Вбивши одного ворога, він ненадовго відтіснив інших; але в розпал битви Варіній оступився і, втрапивши у невелику яму, впав.
Тепер вже, в свою чергу, Пуллон приходить йому на допомогу; і обидва, неушкоджені, перебивши безліч ворогів, відступили в глибину укріплень, під найбільш голосні аплодисменти своїх товаришів.
Так захотіла Фортуна, щоби обидва вони, хоч і були суперниками і мали конфлікти, стали рятувальниками один для одного
і прийшли одне одному на допомогу в скрутну хвилину.
І ніхто не зміг би сказати впевнено, хто з цих двох є більш гідним і кому слід було віддати перевагу перед іншим.

Оригінальний текст (лат.)
Erant in ea legione fortissimi viri, centuriones, qui primis ordinibus appropinquarent, Titus Pullo et Lucius Vorenus. Hi perpetuas inter se controversias habebant, quinam anteferretur, omnibusque annis de locis summis simultatibus contendebant. Ex his Pullo, cum acerrime ad munitiones pugnaretur, "Quid dubitas," inquit, " Vorene? aut quem locum tuae probandae virtutis exspectas ? hic dies de nostris controversiis iudicabit." Haec cum dixisset, procedit extra munitiones quaque pars hostium confertissma est visa irrumpit. Ne Vorenus quidem tum sese vallo continet, sed omnium veritus existi mationem subsequitur. Mediocri spatio relicto Pullo pilum in hostes immittit atque unum ex multitudine procurrentem traicit; quo percusso et exanimato hunc scutis protegunt, in hostem tela universi coniciunt neque dant regrediendi facultatem. Transfigitur scutum Pulloni et verutum in balteo defigitur. Avertit hic casus vaginam et gladium educere conanti dextram moratur manum, impeditumque hostes circumsistunt. Succurrit inimicus illi Vorenus et laboranti subvenit. Ad hunc se confestim a Pullone omnis multitudo convertit: illum veruto arbitrantur occisum. Gladio comminus rem gerit Vorenus atque uno interfecto reliquos paulum propellit; dum cupidius instat, in locum deiectus inferiorem concidit. Huic rursus circumvento fert subsidium Pullo, atque ambo incolumes compluribus interfectis summa cum laude sese intra munitiones recipiunt. Sic fortuna in contentione et certamine utrumque versavit, ut alter alteri inimicus auxilio salutique esset, neque diiudicari posset, uter utri virtute anteferendus videretur.

## Художній образ
Луцій Ворен — один з головних героїв серіалу HBO/BBC «Рим», 2005—2007 років, в якому художньо показано правління і загибель Юлія Цезаря, боротьба за владу і початок правління Октавіана Августа. В художньому фільмі Луцій Ворен (актор Кевін МакКідд) показаний центуріоном XIII легіона (а не XI), безпосереднім командиром Тіта Пуллона, ставшим згодом сенатором Рима.